# Fermionový kondenzát
Fermionový kondenzát je supratekutá fáze tvořená fermiony při nízkých teplotách. Úzce souvisí s Boseho–Einsteinovým kondenzátem, supratekutou fází tvořenou bosonovými atomy za podobných podmínek. Nejdříve poznaný fermionový kondenzát popisoval stav elektronů v supravodiči, fyzika dalších příkladů, včetně nejnovější práce s fermionovými atomy je analogická. První atomový fermionový kondenzát byl vyroben týmem pod vedením Deborah Jinové v roce 2003. Chirální kondenzát je příklad fermionového kondenzátu, který se objevuje v teoriích nehmotných fermionů s narušením chirální symetrie.

## Pozadí

### Supratekutost
Fermionové kondenzáty jsou dosahovány při teplotách nižších než Boseho–Einsteinovy kondenzáty. Fermionové kondenzáty jsou typem supratekutosti. Jak název napovídá, supratekutá kapalina má vlastnosti podobné těm, které vykazují běžné kapaliny a plyny, jako je nedostatek definitivního tvaru a schopnost toku v reakci na použité síly. Nicméně supratekutiny mají některé vlastnosti, které se neobjevují u běžné hmoty. Například mohou téci při nízké rychlosti, aniž by pohlcovaly jakoukoli energii, tedy téci s nulovou viskozitou. Při vyšších rychlostech je energie rozptýlena při tvorbě kvantovaných vírů, které působí jako "díry" v prostředí, kde supratekutost přestává fungovat.
Supratekutost byla původně objevena u tekutého helia-4 v roce 1938 Pjotrem Kapicou, Johnem Allenem a Donem Misenerem. Supratekutost u helium-4, která se vyskytuje při teplotách pod 2.17 kelvinů (K), je výsledkem Boseho kondenzace, stejného mechanismu, který produkuje Boseho–Einsteinův kondenzát. Hlavní rozdíl mezi supratekutým heliem a Boseho–Einsteinovým kondenzátem je, že supratekuté helium je kondenzovano z kapaliny zatímco Boseho-Einsteinův kondenzát je kondenzovan z plynu.

### Fermionová supratekutina
Je mnohem těžší vyrobit supratekutou kapalinu z fermionů než z bosonů, protože Pauliho vylučovací princip zakazuje fermionům zabírat stejný kvantový stav. Nicméně je dobře známý mechanismus, kterým může být vytvořena supratekutá kapalina z fermionů. Jde o BCS přechod objevený v roce 1957 Johnem Bardeenem, Leonem Cooperem a Robertem Schriefferem, kteří ho použili pro popis supravodivosti. Tito fyzikové ukázali, že pod určitou teplotou, lze elektrony (které jsou fermiony) spárovat do vázaných dvojic nyní známých jako Cooperovy páry.
BCS teorie byla neobyčejně úspěšná v popisu supravodičů. Brzy po zveřejnění BCS práce navrhlo několik teoretiků, že podobný jev může nastat v kapalinách tvořených jinými fermiony než elektrony, jako jsou například atomy helia-3. Tyto spekulace byly potvrzeny v roce 1971, kdy experiment prováděný Douglasem D. Osheroffem ukázal, že se helium-3 stává supratekutým při teplotách nižších než 0.0025 K. Brzy bylo ověřeno, že supratekutost helia-3 vychází z BCS mechanismu. Teorie supratekutého hélia-3 je ovšem trochu složitější, než BCS teorie supravodivosti. Tyto komplikace vznikají proto, že atomy helia se navzájem odpuzují mnohem silněji, než elektrony, ale základní myšlenka je stejná.

### Vytvoření prvního fermionového kondenzátu
Když Eric Cornell a Carl Wieman vyrobili první  Boseho–Einsteinův kondenzát z atomů rubidia v roce 1995, přirozeně se objevila možnost vytvoření podobného druhu kondenzátu vyrobeného z fermionových atomů, které by vytvořily supratekutost podle BCS mechanismu. Nicméně výpočty brzy ukázaly, že teplota nutná pro produkci Cooperových párů v atomech by byla příliš nízká, než aby jí šlo dosáhnout. V roce 2001 Murray Holland v JILA navrh způsob, jak tento problém obejít. Spekuloval, že fermionové atomy by mohly být přesvědčeny k vytvoření párů tím, že by byly vloženy do silného magnetické pole.
V roce 2003 se Hollandova návrhu chytili Deborah Jinová z JILA, Rudolf Grimm z Univerzity v Innsbrucku a Wolfgang Ketterle z Massachusettského Technologického Institutu, kterým se podařilo přesvědčit fermionové atomy k vytvoření molekulárních bosonů, které poté podrobili Boseho–Einsteinově kondenzaci. Nicméně v tomto případě nejde o skutečný fermionový kondenzát. 16. prosince 2003 se ale Jinové podařilo poprvé vyrobit kondenzátu z fermionových atomů. V experimentu bylo přítomno 500 000 atomů draslíku-40 ochlazených na teplotu 5×10−8 K, vložených do časově proměnného magnetického pole. Výsledky byly publikovány v online vydání Physical Review Letters 24. ledna 2004.

## Příklady

### BCS teorie
BCS teorie o supravodivosti má fermionový kondenzát. Dvojice elektronů v kovu s opačnými spiny mohou tvořit skalární vázaný stav nazývaný Cooperův pár. Potom vázané státy samy tvoří kondenzát. Protože má Cooperův pár elektrický náboj, tento fermionový kondenzát narušuje elektromagnetickou kalibrační symetrie supravodiče, což vede k pozoruhodným elektromagnetickým vlastnostem těchto stavů.

### QCD
V kvantové chromodynamice (QCD) je chirální kondenzát také nazýváný kvarkový kondenzát. Tato vlastnost vakua QCD je částečně odpovědná za to, že hadrony mají hmotnost (spolu s ostatními kondenzáty jako gluonový kondenzát).
V přibližné verzi QCD existuje přesná chirální SU(N) × SU(N) symetrie teorie. QCD vakuum narušuje tuto symetrii SU(N) tím, že tvoří kvarkový kondenzát. Existence takového fermionového kondenzátu byla poprvé výslovně uvedena v mřížové formulaci QCD. Kvarkový kondenzát je tedy parametr pořadí přechodů mezi několika fázemi kvarkových hmotností v tomto limitu.
To je velmi podobné BCS teorie supravodivosti. Cooperovy páry jsou analogické pseudoskalárním mezonům. Nicméně vakuum nenese žádný náboj. Proto jsou všechny kalibrační symetrie neporušené. Opravy pro hmotnosti kvarků mohou být začleněny pomocí chirální poruchové teorie.

### Supratekuté Helium-3
Atom helia-3 je fermionem a při velmi nízkých teplotách tvoří dva atomy helia-3 Cooperovy páry, které jsou bosony a kondenzují do supratekutekutiny. 